# Sound of White Noise
A Sound of White Noise az amerikai Anthrax thrash metal együttes 1993 májusában megjelent hatodik nagylemeze. Az album a Billboard 200-as eladási listán Top 10-be került a 7. helyen, és két hónap alatt aranylemez lett az Egyesült Államokban.
Ez volt az együttes első albuma John Bush énekessel, aki a hét év után távozó frontembert, Joey Belladonnát váltotta 1992-ben. Továbbá ezen az albumon szerepelt utoljára Dan Spitz, aki az 1984-es bemutatkozó lemez óta volt az Anthrax szólógitárosa. A Sound of White Noise egy új korszakot nyitott a zenekar pályafutásában.

## Története
Az énekesváltással együtt kisebb stílusváltáson is átesett a zenekar. Zenéjüket az aktuális trendekhez igazították több dallammal, groove-val. Az album producere az a Dave Jerden volt, aki korábban Alice in Chains és Jane’s Addiction lemezekkel szerzett nevet magának, illetve az Armored Saint, John Bush előző zenekarának 1991-es Symbol of Salvation című albumán is dolgozott.
Az Anthrax új kiadójának, az Elektrának hathatós támogatásával az albumról négy dal is megjelent kislemezen és mindegyikhez készült videóklip: Only, Room for One More, Hy Pro Glo, Black Lodge.

## Érdekességek
- Az album bevezetője („This is a journey into sound.”) az 1958-as A Journey into Stereo Sound album "Train Sequence" című számából származik Geoffrey Sumner brit színésztől.
- A Black Lodge (azaz Fekete kunyhó) a Twin Peaks című filmsorozat egyik fiktív helyszíne. Az erről készült dal megkomponálásába a sorozat zeneszerzője Angelo Badalamenti is részt vett az Anthrax felkérésére.
- Az album felvételekor született a Poison My Eyes című dal, ami felkerült Az utolsó akcióhős című film zenei albumára.
- A Hy Pro Glo dalcím utalás a Hi Pro Dog Food elnevezésű Purina-kutyaeledelre.
- A C₁₁ H₁₇ N₂ O₂ S Na dalcím a Tiopentál-nátrium, avagy ismertebb nevén az "igazságszérum" kémiai képlete.

## Az album dalai
Az összes szám szerzője John Bush, Scott Ian, Frank Bello és Charlie Benante, kivéve a "Black Lodge" dalt, amelynek Bush, Ian, Bello, Benante, és Angelo Badalamenti. 
| #   | Cím                 | Hossz |
| --- | ------------------- | ----- |
| 1.  | Potters Field       | 5:00  |
| 2.  | Only                | 4:56  |
| 3.  | Room for One More   | 4:54  |
| 4.  | Packaged Rebellion  | 6:18  |
| 5.  | Hy Pro Glo          | 4:30  |
| 6.  | Invisible           | 6:09  |
| 7.  | 1000 Points of Hate | 5:00  |
| 8.  | Black Lodge*        | 5:24  |
| 9.  | C₁₁ H₁₇ N₂ O₂ S Na  | 4:24  |
| 10. | Burst               | 3:35  |
| 11. | This Is Not an Exit | 6:49  |

* A "Black Lodge" helyhiány miatt nem került fel az album eredeti bakelit változatára, csak a CD-kiadáson szerepelt.
| 1. | Noisegate                                                   | 4:25 |
| 2. | Cowboy Song (Thin Lizzy-feldolgozás)                        | 5:06 |
| 3. | Auf Wiedersehen (Cheap Trick-feldolgozás)                   | 3:33 |
| 4. | Looking Down the Barrel of a Gun (Beastie Boys-feldolgozás) | 3:10 |

| 12. | Auf Wiedersehen (Cheap Trick-feldolgozás) | 3:33 |
| 13. | Cowboy Song (Thin Lizzy-feldolgozás)      | 5:06 |
| 14. | London (The Smiths-feldolgozás)           | 2:54 |
| 15. | Black Lodge (vonós mix)                   | 5:21 |

## Közreműködők
- John Bush – ének
- Dan Spitz – szólógitár
- Scott Ian – ritmusgitár, hathúros basszusgitár, háttérvokál
- Frank Bello – basszusgitár, háttérvokál
- Charlie Benante – dob

Vendégzenészek
- Vincent Bell – tremolo gitárrészek a Black Lodge dalban
- Angelo Badalamenti - szintetizátorok és gitár a Black Lodge dalban
- Kenny Landrum - szintetizátorok
- Terminator X - scratching a 1000 Points of Hate dalban